# L'Île des pirates

L'Île des pirates (Die Pirateninsel – Familie über Bord) est un téléfilm allemand, réalisé par Franziska Meyer Price, et diffusé en 2006.

## Fiche technique
- Titre allemand : Die Pirateninsel – Familie über Bord
- Réalisation : Franziska Meyer Price
- Scénario : Hennink Stöve
- Photographie : Theo Müller
- Musique : Ingo Frenzel
- Durée : 125 min

## Distribution
- Christoph M. Ohrt : Christian Vesens
- Ann-Kathrin Kramer : Billy Gehrke
- Max Tidof : Flynn
- Sebastian Husak : Max Gehrke
- Vijessna Ferkic : Insa Gehrke
- Daniel Del Ponte : Marcos